# Хајдабург (Аљаска)
Хајдабург (енгл. Hydaburg) град је у америчкој савезној држави Аљаска.

## Демографија
По попису из 2010. године број становника је 376, што је 0 (0,0%) становника више него 2000. године.
| Група             | 2000.     | 2010.      |
| Белци             | 36 (9,4%) | 43 (11,4%) |
| Афроамериканци    | 2 (0,5%)  | 2 (0,5%)   |
| Азијати           | 2 (0,5%)  | 0 (0,0%)   |
| Хиспаноамериканци | 0 (0,0%)  | 12 (3,2%)  |
| Укупно            | 382       | 376        |